# System partii dominującej
System partii dominującej – system partyjny, w którym wprawdzie w kraju funkcjonuje wiele różnych partii, ale tylko jedna z nich jest w stanie wygrać wybory i samodzielnie sprawować władzę.
Przykłady krajów, w których funkcjonuje system partii dominującej:
| Kraj              | Partia polityczna                            | U władzy          | Lider                                                                          |
| ----------------- | -------------------------------------------- | ----------------- | ------------------------------------------------------------------------------ |
| Angola            | Ludowy Ruch Wyzwolenia Angoli – Partia Pracy | od 1975           | João Lourenço (Prezydent od 2017, lider partii od 2018)                        |
| Azerbejdżan       | Partia Nowego Azerbejdżanu                   | od 1993           | İlham Əliyev (Prezydent i lider partii od 2003)                                |
| Kambodża          | Kambodżańska Partia Ludowa                   | od 1981           | Hun Sen (Premier 1985–2023, lider partii od 2015)                              |
| Kazachstan        | Amanat                                       | od 1999           | Jerłan Koszanow (Lider partii od 2022)                                         |
| Kongo             | Kongijska Partia Pracy                       | 1963–1992 od 1997 | Denis Sassou-Nguesso (Prezydent 1979–92, od 1997 i lider partii od 1979)       |
| Mozambik          | Front Wyzwolenia Mozambiku                   | od 1975           | Filipe Nyusi (Prezydent i lider partii od 2015)                                |
| Południowa Afryka | Afrykański Kongres Narodowy                  | od 1994           | Cyril Ramaphosa (Prezydent od 2018, lider partii od 2017)                      |
| Rosja             | Jedna Rosja                                  | od 2003           | Dmitrij Miedwiediew (Lider partii od 2012, Prezydent 2008–12, Premier 2012–20) |
| Singapur          | Partia Akcji Ludowej                         | od 1959           | Lawrence Wong (Premier i lider partii od 2024)                                 |
| Tadżykistan       | Ludowo-Demokratyczna Partia Tadżykistanu     | od 1999           | Emomali Rahmon (Prezydent od 1994, lider partii od 1998)                       |